# John Bacon
John Bacon (født 24. november 1740, død 4. august 1799) var en engelsk billedhugger.
Bacon indledte sin karriere som porcelænsmaler, men blev hurtigt grebet af arbejdet med skulpturer og anerkendt for sin dygtighed i behandlingen af marmoret. Hans statue af Mars og busten af Georg III bragte ham megen rosende omtale og mange bestillingsværker, Af disse er skulpturerne i St Paul (bl.a. dr. Johnsons mindesmærke), i Christ Church i Oxford, Westminster Abbedi (bl.a. monumentet over William Pitt) de mest kendte.  Bacon optrådte også som metodistforfatter. R. Cecil skrev i 1801 hans biografi.

## Eksepler på hans værker
- Kort, udarbejdet af John Bacon ca. 1821 V&A Museum no. 29380B/24
- Statue af Atlas i Radcliffe Observatorium, Oxford
- Monument over Charles Roe i Christ Church, Macclesfield